# Божественна леді
«Божественна леді» (англ. The Divine Lady) — американська історична мелодрама режисера Френка Ллойда 1929 року.

## Сюжет
Романтична історія Емми, Леді Гамільтон, і героя війни, британця, адмірала Гораціо Нельсона.

## У ролях
- Корінн Гріффіт — Емма Гарт
- Віктор Варконі — Гораціо Нельсон
- Г. Б. Ворнер — сер Вільям Гамільтон
- Ієн Кіт — Чарльз Гревілль
- Марі Дресслер — місіс Гарт
- Монтегю Лав — капітан Гарді
- Вільям Конклін — Ромні
- Дороті Каммінг — королева Марія Кароліна
- Михаїл Вавіч — король Фердинанд
- Евелін Холл — герцогиня Девоншира
- Хелен Джером Едді — леді Нельсон